# Костел Святого Івана Хрестителя (Біла Церква)
Костел Святого Івана Хрестителя (пол. Kościół świętego Jana Chrzciciela) — колишня культова католицька будівля, яка розташована в історичному ядрі Білої Церкви — на Замковій горі. Зараз використовується як органний зал. У костелі проводяться регулярні богослужіння за римо-католицьким обрядом. Сам костел проглядається з багатьох місць, навіть доволі віддалених від об'єкту.

## Історія
Закладений 1812 року, будівництво закінчене 1816 року. Стоїть на Замковій горі, пам'ятці археології. Будівля цегляна, хрещата в плані, з напівкруглою апсидою, однокупольна з двома башточками-дзвіницями, в одній з яких — західній — розміщений годинник-куранти. Свого часу був такий і в другій. Урочистий головний фасад, який замикає вулицю Ярослава Мудрого, акцентований портиком з чотирьох колон коринфського ордера. Підхід до нього — сходи з граніту, реставровані в 1980-х роках. Уміли будівничі минулого вибирати місце для культових споруд. Поставили костел на високій горі, органічно вписавши в мальовничий навколишній пейзаж. Вдалішого місця в Білій Церкві немає. Пізнішими забудовами з деяких точок види на костел закриті, що завдало шкоди цьому дивовижному пам'ятникові архітектури. А раніше своєю пишнотою костел домінував на місцевості. Велику цінність становлять інтер'єри споруди, представлені витонченими ліпними прикрасами.

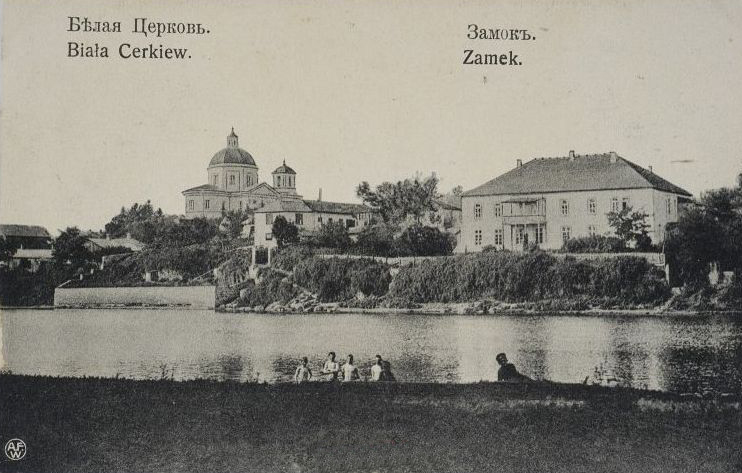
Загальний вигляд. Поштівка. ХХ століття

Є поки що непідтверджена версія, що автором цієї пам'ятки класицизму був швейцарець архітектор Домінік Ботані, який з 1796 р. перебував на службі у Браницьких.
Ще тридцять років тому панувала думка, що костел поставлений на місці старовинної «білої церкви», яка й дала назву місту в новіші часи. Але розкопками 1978 року її рештки виявлені в західній частині Замкової гори, поруч з нинішнім музеєм. Ці рештки (фрагмент фундаменту) лежать обіч автодороги, якою варварськи розкраяли Замкову гору 1960 року, що й врятувало їх від остаточного знищення. Тепер маємо креслення і загальний обрис давньої споруди, в межах якої знайдені й кілька стародавніх захоронень. Найімовірніше це були могили служителів культу першого періоду існування міста.
Цікаві фасади костелу. Деталі їх не вступають в боротьбу з об'ємом: вони сприймаються тільки з близької відстані. Тільки при підході до будівлі постає чарівність їх вирішення і виконання. Архітектура фасаду вирізняється ошатністю і пластичністю, вражає уяву мальовничістю композиції і багатством пластичних прийомів.
Багато років пішло на будівництво храму, не менш на реконструкцію. В 1961 році вигляд його був жалюгідний. Покрівля на бані зберіглася лише місцями, вікна вибиті, атмосферні осади безперешкодно попадали в приміщення. Приміщення практично не використовувалося. Вражає, що при такому ставленні під склепінням добре зберіглася ліпка, зроблена, кажуть, італійськими майстрами.
Створена на той час у місті проєктна майстерня розробила проєкт пристосування костелу під картинну галерею. Це була одна із перших, найсерйозніших і найскладніших її робіт.
Внутрішній об'єм будівлі пропонувалося для збільшення площі експозиції поділити на два поверхи, що вимагало міжповерхового перекриття. Однак частково роботи за цим проєктом виконані. Помічають навіть не всі спеціалісти, а об'єм приміщення збільшився, та й замість латинського хреста в плані з'явився майже прямокутник. Позитивним у цьому ремонті було те, що покрили баню.
Лише 1972 року відновилися проєктні і вже реставраційні роботи. Тепер це робилося кваліфіковано спеціалізованими організаціями. Передбачалися великі роботи від реставрації штукатурки фасадів і їх ліпних деталей до відновлення живопису.
1977-78 роках закінчена реставрація ліпних виробів і живопису.
В середині 70-х років виникла більш логічна ідея: використати костел як зал органної музики, а картинну галерею розмістити в Преображенському соборі.
В період січень-лютий 1990 року чеськими майстрами в костьолі було встановлено орган фірми «Рігер-Клосс» (нім. Rieger-Kloss), а 7 березня 1990 року відбувся перший концерт органної музики.
|                            |  |         |  |                          |  |              |  |  |
| Загальний вигляд на костел |  | Фронтон |  | Центральний вхід костелу |  | Вигляд збоку |  |  |

В «Описі Білоцерківського римо-католицького приходського костелу, що перебуває в третьому класі за 1844 рік» є перелік будівель, пов'язаних з костелом: два будинки духовної семінарії, шпиталь, будинок настоятеля (притчу), стайня тощо. Будинок настоятеля — пам'ятка архітектури — зберігався до 1970-х років і був розібраний через аварійний стан та в зв'язку з будівництвом нового музею. Відмітимо невелику, але важливу деталь. Таке враження, що давніші забудовники знали, де рештки давньої «білої церкви»: адже їхні будівлі, в тому числі будинок настоятеля, стояли на пристойній відстані від її фундаментів. Цього не скажеш про наших сучасників, які трохи не зруйнували унікальний експонат, споруджуючи музей. До речі, стоїть він саме тут лише через бюрократичні виверти: коштів на будівництво нібито немає, та й заборонено було будувати такі заклади, а зробити капітальний ремонт — будь ласка. Отож і постала нова будівля під вивіскою реконструкції. А краще, якби в іншому місці: не спотворили б археологічну пам'ятку, не внесли б дисонансу в архітектурний комплекс.
Прямий зв'язок з костелом мало й кладовище, що лежало «за версту» від нього в північному напрямі. Нині на цій території Меморіал слави. Тут у 1812 році Ян Борковський збудував цвинтарну каплицю.